# Кру (Енглеска)
Кру (енгл. Crewe) је град у Уједињеном Краљевству у Енглеској. Према процени из 2007. у граду је живело 71.729 становника.

## Становништво
Према процени, у граду је 2008. живело 71.729 становника.
| 1981.  | 1991.  | 2001.  |
| ------ | ------ | ------ |
| 59,097 | 63,351 | 67,683 |